# Borgo d'Ale
Borgo d'Ale (Ël Borgh d'Àles in piemontese) è un comune italiano di 2 180 abitanti della provincia di Vercelli, in Piemonte. Si trova lungo l'ex strada statale 593 di Borgo d'Ale, nella Pianura Padana.
È noto per la produzione ortofrutticola, soprattutto di pesche (ogni anno si celebra la tradizionale Festa delle Pesche), kiwi e uva fragola, mentre in passato anche nel settore delle confezioni di abbigliamento.
La pesca Bella di Borgo d'Ale è un Presidio Slow Food.

## Geografia fisica
Il territorio comunale è diviso in modo abbastanza netto tra un'area collinare, situata a nord-ovest del capoluogo e che si spinge fino a poche centinaia di metri dal lago di Viverone, e un'area pianeggiante a sud e a est del centro comunale. I rilievi collinari fanno parte della cerchia più esterna dell'anfiteatro morenico di Ivrea. La quota altimetrica passa dai 193 metri nei pressi del confine con Tronzano ai 450 metri del Bric Camolesa.

## Storia
Il toponimo deriverebbe da Borgus Alicus, Borgo di Alice, risalente al prediale Allicus e relativo all'adiacente paese di Alice Castello, probabilmente un villaggio di epoca longobarda del VI secolo sotto il Ducato di Ivrea, ma le cui documentazioni certe risalgono al 963, quando l'imperatore Ottone I concesse il paese al conte Aimone della vicina Cavaglià.
Inizialmente, il borgo fu costruito e popolato da quattro antichi villaggi adiacenti, Erbario, Clivolo, Meoglio e Areglio (quest'ultimo il più popoloso) durante il marchesato di Arduino d'Ivrea. Nel 1191 però fu documentato l'atto di sottomissione del borgo, proprietà dei signorotti Carlevario, al Capitolo di Vercelli.
Nel 1243 vi fu una ribellione al Capitolo guelfo da parte dei conti ghibellini di Cavaglià, tuttavia questi, dopo qualche anno, si piegarono nuovamente in sottomissione al Capitolo ecclesiastico. Tutto ciò scatenò la diffidenza dell'abate di Sant'Andrea di Vercelli nei confronti di Borgo d'Ale, invitando la gente ad abitare nel vicino Alice Castello, tradizionalmente più fedele al Papato.
Verso l'inizio del XIV secolo poi, il Borgo passò di proprietà ai Visconti di Milano e infine, nel 1374, dei Savoia. Aggregato successivamente al capitanato militare di Santhià, la popolazione del borgo crebbe soprattutto dopo il 1417, quando il Duca Amedeo VIII di Savoia fece abbattere il villaggio di Areglio a causa delle ribellioni del feudatario Antonio Tizzoni. Il borgo visse quindi decenni tranquilli sotto la nobile casata degli Alciati, fino al 1610 quando re Carlo Emanuele I di Savoia lo cedette ad Andrea Valperga.
Ancora nel 1711, il borgo fu nuovamente venduto al conte Antonio Perracino e, dieci anni dopo, a Gaspare Giuseppe Maria Ponsiglione, la cui famiglia lo governò fino all'Unità d'Italia.

## Monumenti e luoghi d'interesse
Manufatti artistici del borgo da citare sono:
- l'arco in mattoni denominato Porta d'Alice, l'antica porta d'accesso al borgo, edificata nel XII secolo, poi interamente[8] ricostruito nel 1780, e quindi ristrutturato più volte sempre sulle forme dell'originale;
- la chiesa di San Michele in Clivolo, realizzata fra il 1050 e il 1075 in stile romanico, già di origine longobarda (VI secolo), presso cui era diffuso il culto micaelico, con affreschi del XII secolo;
- la chiesa di San Michele Arcangelo, in pieno centro, in stile tardo barocco, realizzata fra il 1771 e il 1778 su disegni di Bernardo Antonio Vittone;
- i resti dell'antica chiesa di Santa Maria d'Areglio, dell'XI secolo, soprannominata la Gesiassa, in dialetto borgodalese "chiesa grande";
- la chiesa della Consolata, realizzata a partire dal 1655;
- il Santuario boschivo La Cella di Meoglio, con cappelle votive in cerchio.

## Società

### Evoluzione demografica
Abitanti censiti

## Cultura

### Eventi
- "Mercatino dell'usato e del piccolo antiquariato", la terza domenica di ogni mese, presso il mercato ortofrutticolo coperto
- "Festa delle Pesche", nel mese di luglio
- "Rassegna Arte e Musica", organizzata dal Coro polifonico femminile "Torre Alata", a partire dal 1990, nel mese di settembre
- "Rassegna di canto corale di San Michele", organizzata dal Coro Alpino "Il Quadrifoglio", a partire dal 2000, solitamente il sabato successivo alla festa patronale di San Michele Arcangelo

## Amministrazione

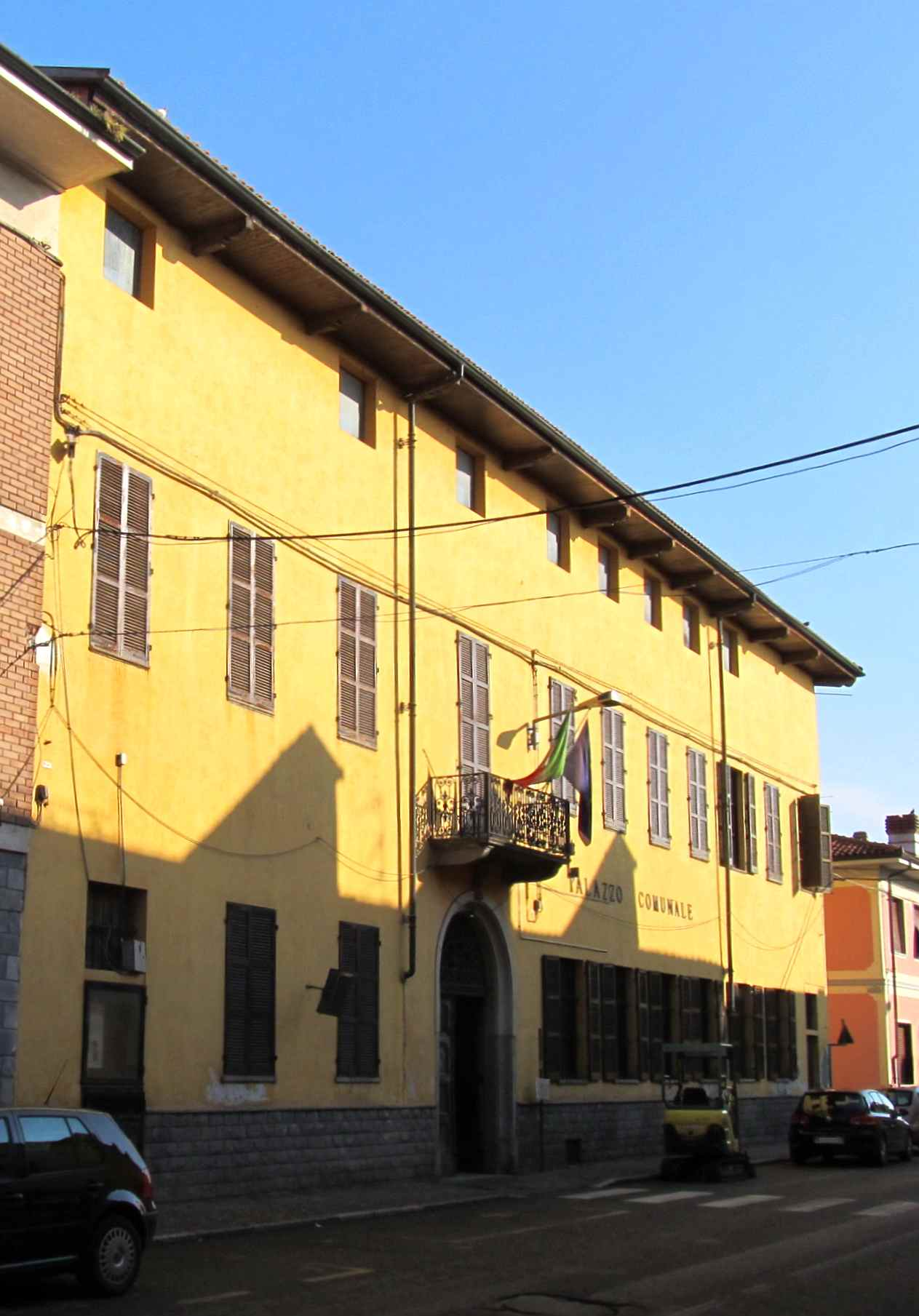
Il municipio

| Periodo | Periodo | Primo cittadino    | Partito                                          | Carica  | Note            |
| ------- | ------- | ------------------ | ------------------------------------------------ | ------- | --------------- |
| 2006    | 2011    | Mario Enrico       | lista civica                                     | Sindaco |                 |
| 2011    | 2016    | Mario Enrico       | lista civica Impegno civico                      | Sindaco | Secondo mandato |
| 2016    | 2021    | Pier Mauro Andorno | lista civica Guardiamo oltre con Andorno Sindaco | Sindaco |                 |

## Galleria d'immagini

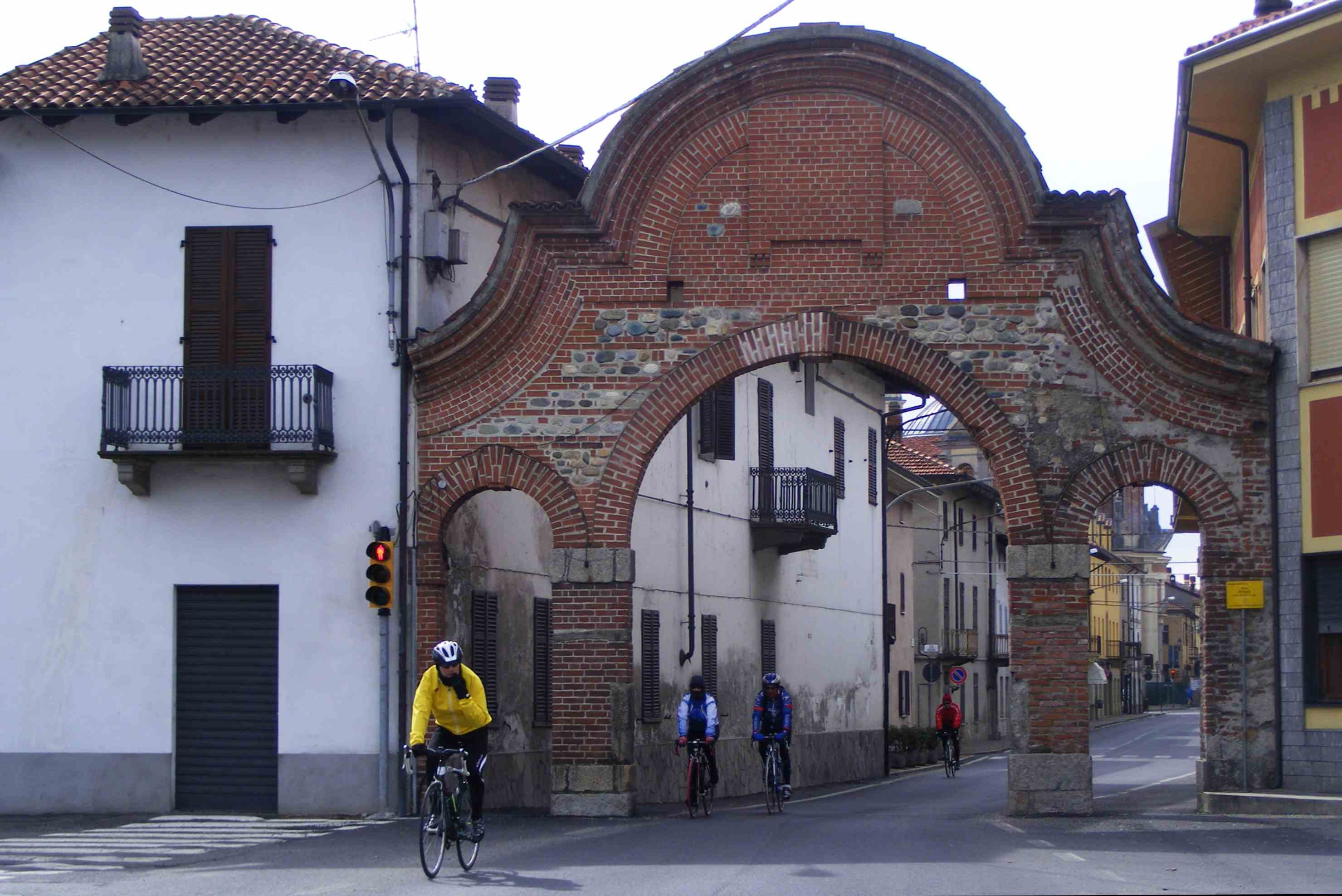
L'arco chiamato Porta d'Alice
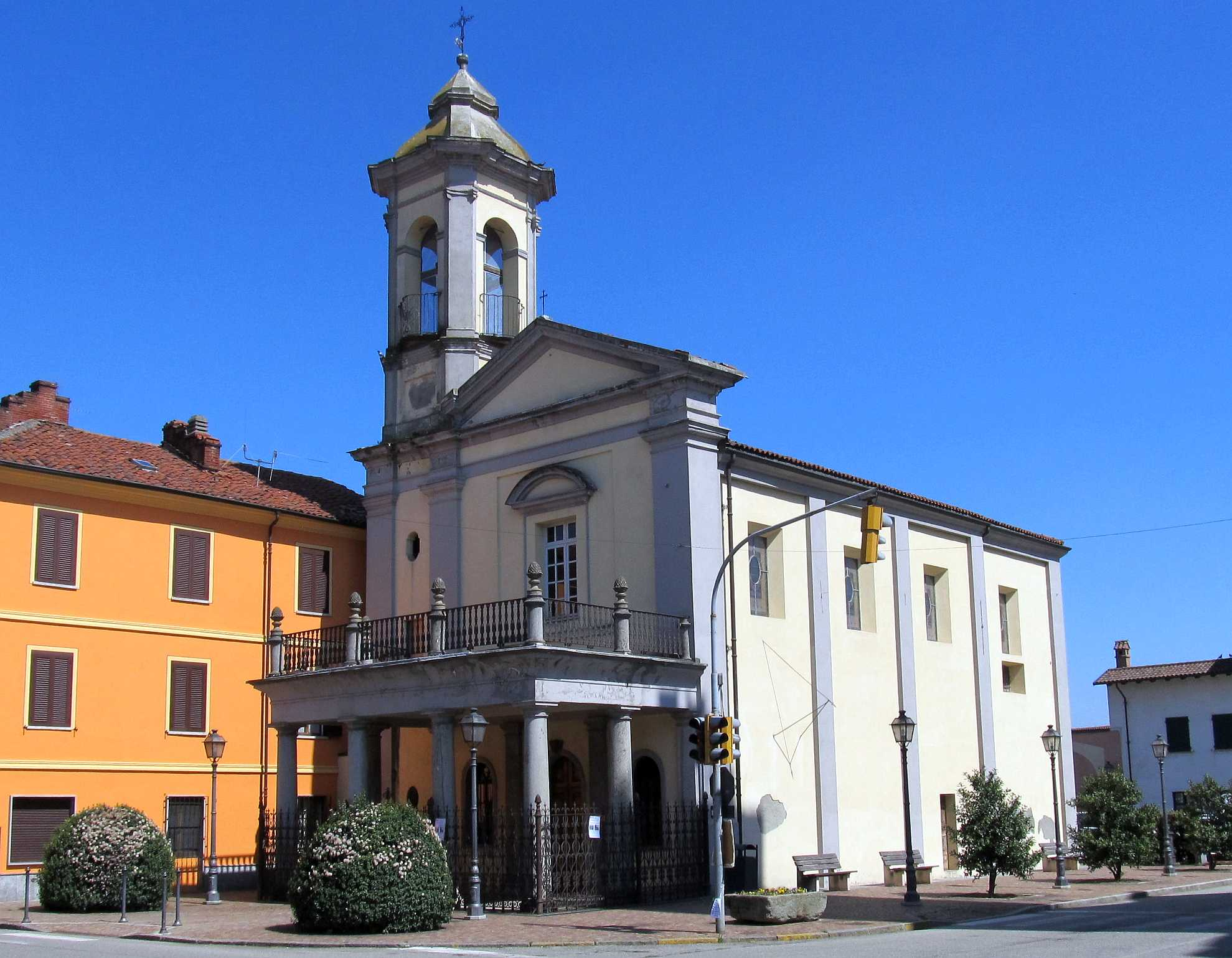
La biblioteca Monsignor Luigi Bongianino nella chiesa di San Francesco
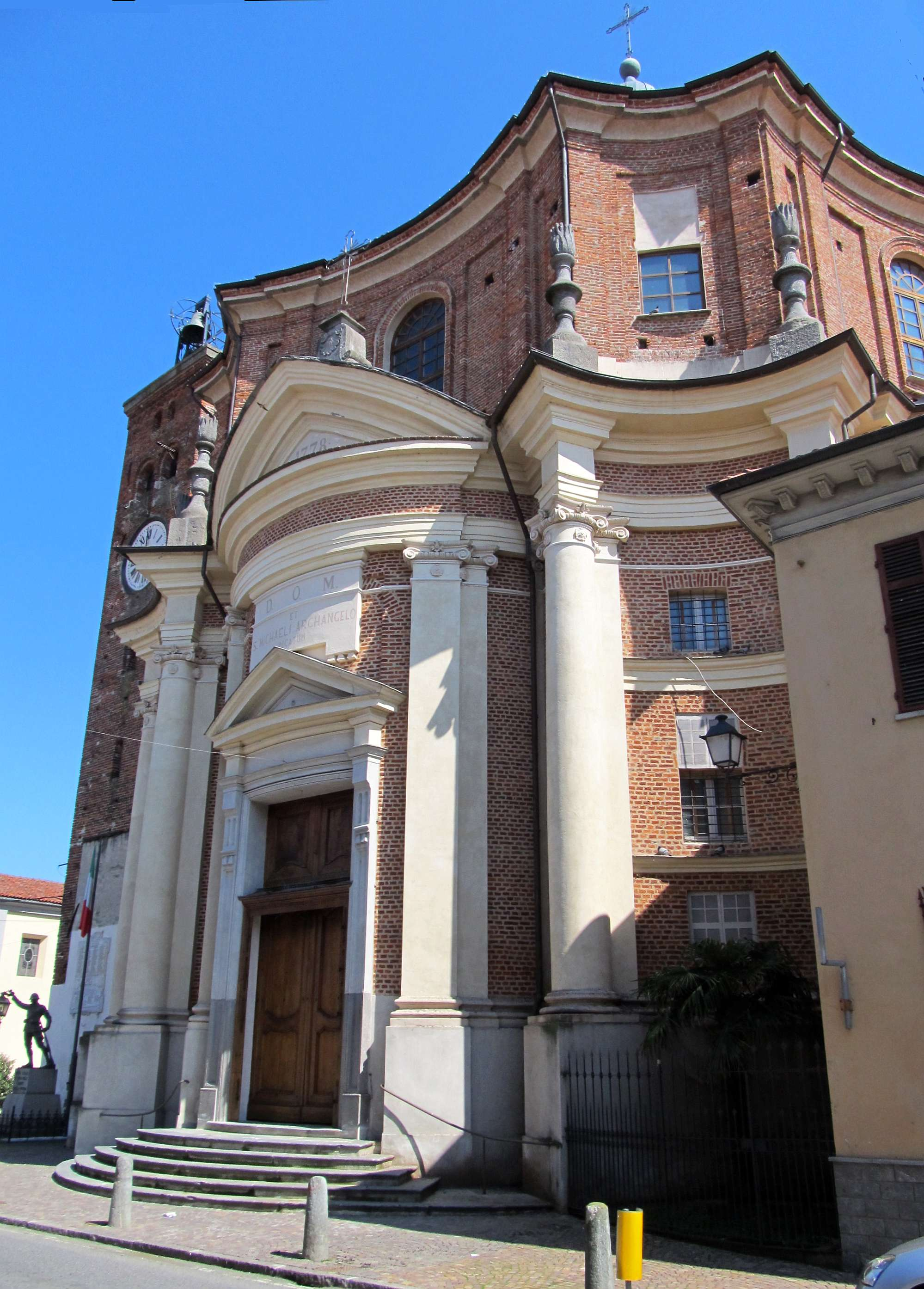
La parrocchiale di San Michele Arcangelo
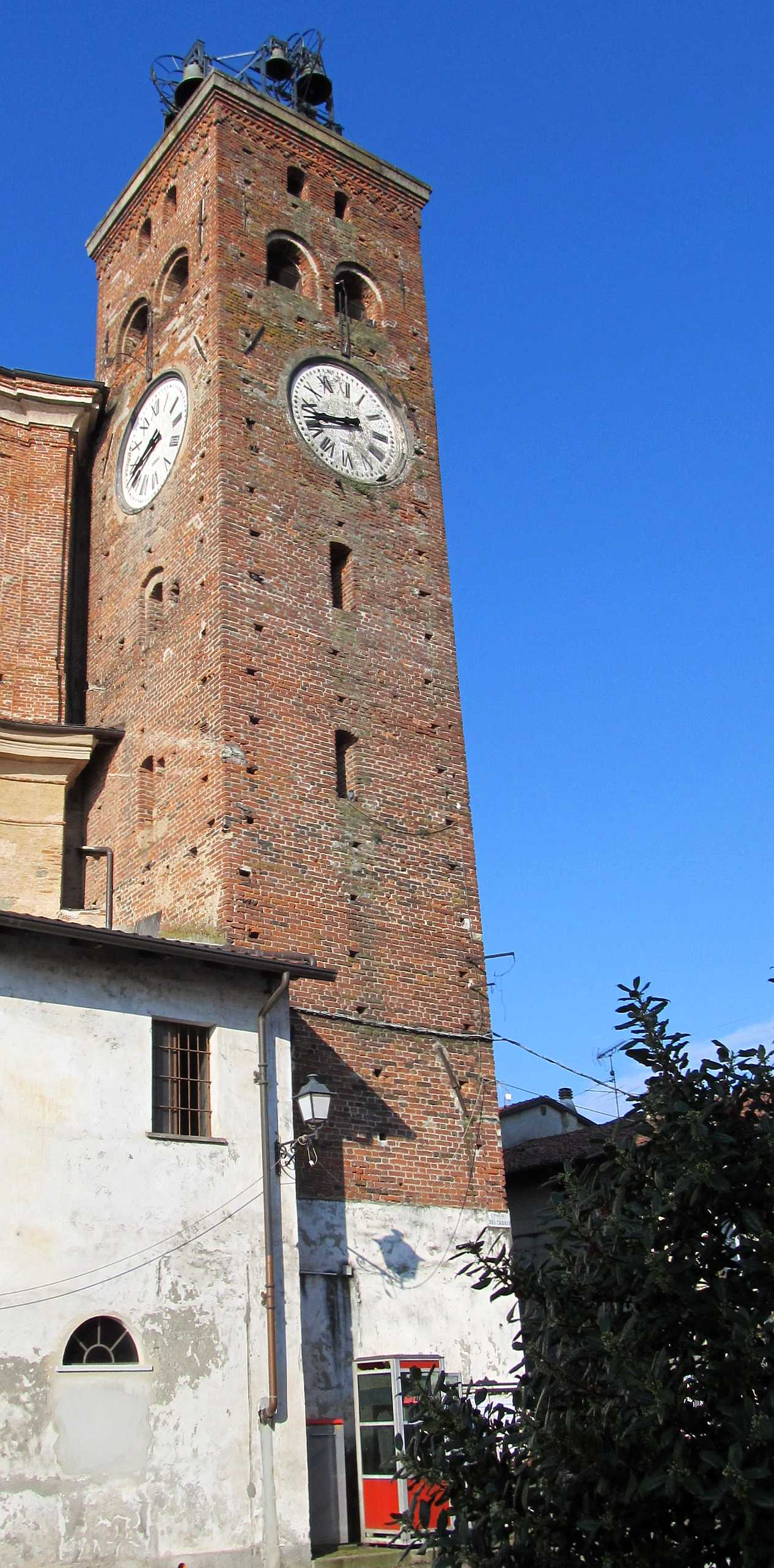
La torre campanaria una delle poche in Italia senza copertura